# Eric Schechter
Eric Schechter (nacido el 1 de agosto de 1950) es un matemático estadounidense, retirado de Universidad de Vanderbilt con el título de profesor emérito. Sus intereses comenzaron principalmente en el análisis pero avanzaron hacia la lógica matemática. Schechter es mejor conocido por su libro de 1996 Handbook of Analysis and its Foundations, que proporciona un enfoque novedoso al análisis matemático y temas relacionados a nivel de posgrado.

## Obras importantes
Schechter es autor de varios artículos sobre análisis, ecuaciones diferenciales, lógica matemática y teoría de conjuntos. Es mejor conocido por escribir dos libros de texto que cubren material avanzado pero escritos en un nivel introductorio:
- (2005) Lógicas clásicas y no clásicas (ISBN 0-691-12279-2 ) (más información)
- (1996) Manual de análisis y sus fundamentos (ISBN 0126227608 ) (más información)

El Handbook of Analysis and its Foundations fue revisado detalladamente por la revisión de la Sociedad de Matemáticas Industriales y Aplicadas, que escribió:
De vez en cuando aparece un libro que redefine con tanta eficacia una empresa educativa (en este caso, la formación de posgrado en matemáticas) y reexamina con tanta eficacia la hegemonía de las ideas que prevalecen en una disciplina (en este caso, el análisis matemático) que merece nuestra cuidadosa atención. Éste es uno de esos libros. 
Schechter también mantiene dos páginas web que se citan con frecuencia:
- Common Errors in Undergraduate Mathematics
- A Home Page for the Axiom of Choice

## Política
Schechter participa en el activismo político del tipo socialista democrático . Su página de inicio matemática incluye algunas declaraciones contra la guerra,  y su página de inicio política incluye un largo ensayo sobre la ideología progresista.  Ha trabajado como organizador de la Coalición por la Paz de Nashville, protestando por las guerras en Irak y Afganistán.  En una reunión del movimiento por un salario digno en el campus de Vanderbilt, comentó que es difícil abordar la política en un entorno apolítico y expresó que la gente no hablaba mucho de política en el departamento de matemáticas de Vanderbilt.  Su padre, Henry Schechter, era diputado de la AFL-CIO. 
En 2010, Schechter se postuló para el escaño del quinto distrito del Congreso de Tennessee contra el congresista titular Jim Cooper,  pero fue derrotado en las primarias demócratas. Schechter se describe a sí mismo como "un tipo diferente de demócrata". 